# Lethrus glaber
Lethrus glaber là một loài bọ cánh cứng trong họ Geotrupidae. Loài này được Medvedev miêu tả khoa học năm 1962.